# Hunter (Oklahoma)
Hunter és un poble dels Estats Units a l'estat d'Oklahoma. Segons el cens del 2000 tenia 173 habitants.

## Demografia
Segons el cens del 2000, Hunter tenia 173 habitants, 74 habitatges, i 50 famílies. La densitat de població era de 267,2 habitants per km².
Dels 74 habitatges en un 25,7% hi vivien nens de menys de 18 anys, en un 62,2% hi vivien parelles casades, en un 1,4% dones solteres, i en un 32,4% no eren unitats familiars. En el 31,1% dels habitatges hi vivien persones soles el 20,3% de les quals corresponia a persones de 65 anys o més que vivien soles. El nombre mitjà de persones vivint en cada habitatge era de 2,34 i el nombre mitjà de persones que vivien en cada família era de 2,94.
Per edats la població es repartia de la següent manera: un 21,4% tenia menys de 18 anys, un 5,2% entre 18 i 24, un 23,1% entre 25 i 44, un 30,1% de 45 a 60 i un 20,2% 65 anys o més.
L'edat mediana era de 45 anys. Per cada 100 dones de 18 o més anys hi havia 100 homes.
La renda mediana per habitatge era de 25.625 $ i la renda mediana per família de 33.333 $. Els homes tenien una renda mediana de 28.750 $ mentre que les dones 13.750 $. La renda per capita de la població era d'11.731 $. Entorn del 13% de les famílies i el 17,1% de la població estaven per davall del llindar de pobresa.

## Poblacions més properes
El següent diagrama mostra les poblacions més properes.